# (2394) Надеев
(2394) Надеев (лат. Nadeev) — типичный астероид главного пояса, открыт 22 сентября 1973 года советским астрономом Николаем Черных в Крымской астрофизической обсерватории и 28 марта 1983 года назван в честь советского астрометриста и геодезиста Льва Надеева.

## Обнаружение и именование
(2394) Надеев
Открыт 22 сентября 1973 года в Научном Н. С. Черных.
Назван в память астрометриста и геодезиста Льва Николаевича Надеева (1902—1974), проводившего обширные геодезические изыскания на севере СССР. Основал в Иркутске лабораторию времени и частоты, где под руководством Надеева первооткрыватель астероида начал свою собственную карьеру.
Оригинальный текст (англ.)2394 Nadeev
Discovered 1973-09-22 by Chernykh, N. at Nauchnyj.
Named in memory of Lev Nikolaevich Nadeev (1902—1974), an astrometrist and geodesist who made extensive geodetic surveys in the northern USSR. He founded the Laboratory of Time and Frequency in Irkutsk, where the discoverer began his own career under Nadeev's guidance.
Источники: DISCOVERY.DB; M.P.C. 7784.

## Орбита

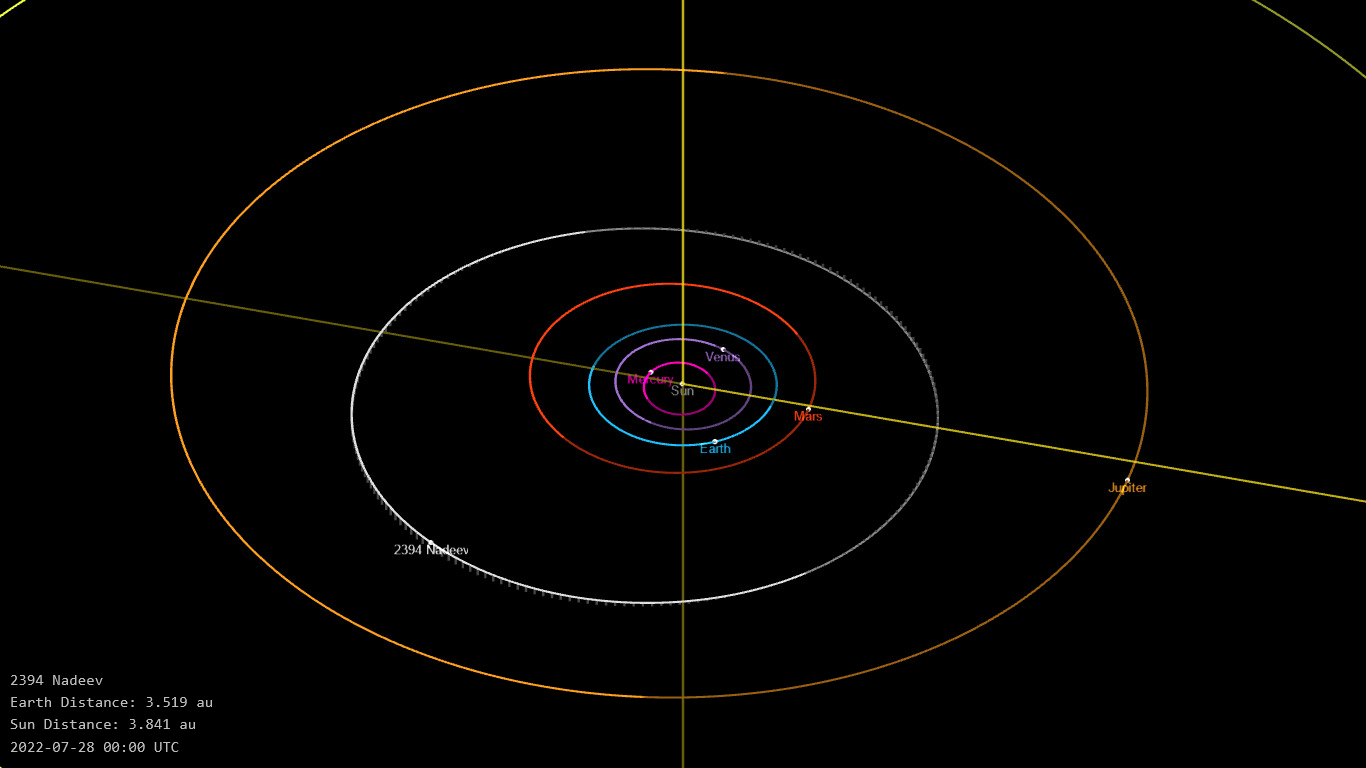
Орбита астероида Надеев и его положение в Солнечной системе

## Физические характеристики
Из наблюдений телескопа VISTA следует, что астероид относится к таксономическому классу C.
По результатам наблюдений в видимом и ближнем инфракрасном диапазоне космического телескопа NEOWISE и наблюдений в инфракрасном диапазоне спутника Akari диаметр астероида сначала оценивался равным 22,518±0,212 км, позже — 23,58±0,94 км, 16,87±5,45 км, 17,18±6,10 км, 25,357±0,225 км, 19,64±4,13 км. Согласно тем же источникам альбедо оценивается как 0,0798±0,0068, 0,075±0,006, 0,10±0,05, 0,09±0,08, 0,063±0,005 и 0,067±0,031.